# Lyon Open 2023
Lyon Open 2023, oficiálně Open Parc d'Auvergne-Rhône-Alpes-Lyon 2023, byl tenisový turnaj na mužském profesionálním okruhu ATP Tour hraný v Parku Zlaté hlavy. Šestý ročník Lyon Open probíhal mezi 21. až 27. květnem 2023 ve francouzském Lyonu na otevřených antukových dvorcích jako závěrečná příprava před grandslamovým French Open.
Turnaj dotovaný 630 705 eury patřil do kategorie ATP Tour 250. Nejvýše nasazeným ve dvouhře se stal desátý tenista světa Félix Auger-Aliassime z Kanady. Jako poslední přímý účastník do singlové soutěže nastoupil peruánský 87. hráč žebříčku Juan Pablo Varillas. V důsledku invaze Ruska na Ukrajinu na konci února 2022 řídící organizace tenisu ATP, WTA a ITF s grandslamy rozhodly, že ruští a běloruští tenisté mohli dále na okruzích startovat, ale do odvolání nikoli pod vlajkami Ruska a Běloruska.
První titul na okruhu ATP Tour vyhrál ve dvouhře 18letý Francouz Arthur Fils. Stal se tak nejmladším a jako 112. hráč žebříčku i nejníže postaveným šampionem lyonského turnaje. Čtyřhru ovládl americko-britský pár Rajeev Ram a Joe Salisbury, jehož členové vybojovali jubilejní desátou společnou trofej.

## Rozdělení bodů a finančních odměn

### Rozdělení bodů
| Soutěž  | Soutěž | vítězové | finalisté | semifinalisté | čtvrtfinalisté | 16 v kole | 28 v kole | Q  | Q2 | Q1 |
| ------- | ------ | -------- | --------- | ------------- | -------------- | --------- | --------- | -- | -- | -- |
| dvouhra | [ 2 ]  | 250      | 150       | 90            | 45             | 20        | 0         | 12 | 6  | 0  |
| čtyřhra | [ 7 ]  | 250      | 150       | 90            | 45             | 0         | —         | —  | —  | —  |

### Finanční odměny
| Soutěž                                | Soutěž      | vítězové | finalisté | semifinalisté | čtvrtfinalisté | 16 v kole | 28 v kole | Q2      | Q1      |
| ------------------------------------- | ----------- | -------- | --------- | ------------- | -------------- | --------- | --------- | ------- | ------- |
| dvouhra                               | [ 2 ] [ 8 ] | 85 605 € | 49 940 €  | 29 355 €      | 17 010 €       | 9 880 €   | 6 035 €   | 3 020 € | 1 645 € |
| čtyřhra                               | [ 7 ]       | 29 740 € | 15 910 €  | 9 330 €       | 5 220 €        | 3 070 €   | —         | —       | —       |
| částka ve čtyřhrách je uvedena na pár |             |          |           |               |                |           |           |         |         |

## Mužská dvouhra

### Nasazení
| Stát                          | Hráč                  | ATP | Nasazení |
| ----------------------------- | --------------------- | --- | -------- |
| Kanada                        | Félix Auger-Aliassime | 10. | 1.       |
| Spojené království            | Cameron Norrie        | 13. | 2.       |
| USA                           | Tommy Paul            | 17. | 3.       |
| Argentina                     | Francisco Cerúndolo   | 31. | 4.       |
| Srbsko                        | Miomir Kecmanović     | 37. | 5.       |
| Argentina                     | Sebastián Báez        | 40. | 6.       |
| Francie                       | Richard Gasquet       | 44. | 7.       |
| USA                           | Brandon Nakashima     | 47. | 8.       |
| Žebříček ATP k 8. květnu 2023 |                       |     |          |

### Jiné formy účasti
Následující hráči obdrželi divokou kartu do hlavní soutěže:
- Félix Auger-Aliassime
- Arthur Fils
- Gaël Monfils

Následující hráči postoupili do hlavní soutěže z kvalifikace:
- Lloyd Harris
- Pablo Llamas Ruiz
- Álvaro López San Martín
- Čang Č’-čen

Následující hráč postoupil z kvalifikace jako šťastný poražený:
- Oriol Roca Batalla

### Odhlášení
před zahájením turnaje
- Pablo Carreño Busta → nahradil jej  Alexandre Müller
- Tomás Martín Etcheverry → nahradil jej  Oriol Roca Batalla
- Quentin Halys → nahradil jej  David Goffin
- Jason Kubler → nahradil jej  Arthur Rinderknech
- Alex Molčan → nahradil jej  Juan Pablo Varillas
- Jošihito Nišioka → nahradil jej  Diego Schwartzman

## Mužská čtyřhra

### Nasazení
| Stát                                                                                   | Hráč            | Stát               | Hráč             | ATP | Nasazení |
| -------------------------------------------------------------------------------------- | --------------- | ------------------ | ---------------- | --- | -------- |
| USA                                                                                    | Rajeev Ram      | Spojené království | Joe Salisbury    | 9.  | 1.       |
| Argentina                                                                              | Máximo González | Argentina          | Andrés Molteni   | 47. | 2.       |
| Francie                                                                                | Nicolas Mahut   | Nizozemsko         | Matwé Middelkoop | 58. | 3.       |
| Belgie                                                                                 | Sander Gillé    | Belgie             | Joran Vliegen    | 83. | 4.       |
| Žebříček ATP k 8. květnu 2023; číslo je součtem žebříčkového postavení obou členů páru |                 |                    |                  |     |          |

### Jiné formy účasti
Následující páry obdržely divokou kartu do hlavní soutěže:
- Ugo Blanchet /  Manuel Guinard
- Mayeul Darras /  Kyrian Jacquet

Následující pár nastoupil z pozice náhradníka:
- Guido Andreozzi /  Guillermo Durán

### Odhlášení
před zahájením turnaje
- Mayeul Darras /  Kyrian Jacquet → nahradili je  Guido Andreozzi /  Guillermo Durán
- Ivan Dodig /  Austin Krajicek → nahradili je  Gonzalo Escobar /  Andrej Golubjev
- Lloyd Glasspool /  Harri Heliövaara → nahradili je  André Göransson /  Ben McLachlan
- Santiago González /  Miguel Ángel Reyes-Varela → nahradili je  Oleksandr Nedověsov /  Miguel Ángel Reyes-Varela
- Kevin Krawietz /  Tim Pütz → nahradili je  Nicolás Barrientos /  Albano Olivetti
- Jason Kubler /  Max Purcell → nahradili je  Juki Bhambri /  Saketh Myneni

## Přehled finále

### Mužská dvouhra
- Arthur Fils vs.  Francisco Cerúndolo, 6–3, 7–5

### Mužská čtyřhra
- Rajeev Ram /  Joe Salisbury vs.  Nicolas Mahut /  Matwé Middelkoop, 6–0, 6–3